# Tansifte
Tansifte  (in arabo تانسيفت‎?) è un centro abitato e comune rurale del Marocco situato nella provincia di Zagora, regione di Drâa-Tafilalet. Conta una popolazione di 11 987 abitanti (censimento 2014).